# Yen Tan
Yen Tan (Kuala Lumpur, 12 marzo 1975) è un regista, sceneggiatore, produttore cinematografico e graphic designer malese naturalizzato statunitense.

## Biografia
Nato e cresciuto in Malaysia, all'età di 19 anni si trasferisce negli Stati Uniti d'America. Nel 1997 si laurea in giornalismo alla Drake University di Des Moines, Iowa. Dopo aver completato i suoi studi universitari, ha lavorato nel campo della pubblicità e ha iniziato a prendere lezioni di recitazione e di sceneggiatura, che rapidamente portato ad una vera e propria carriera come regista indipendente.
Dopo il college, Tan si trasferisce a Dallas, Texas, dove ha girato il suo primo cortometraggio Love Stories.L'anno seguente dirige il suo primo lungometraggio Happy Birthday, che ha vinto il Premio della Giuria per il miglior film al Philadelphia Gay & Lesbian Film Festival. Nel 2008 dirige Ciao, scritto assieme all'italiano Alessandro Calza e presentato al Festival di Venezia 2008.
Nel 2013 realizza Pit Stop, vincitore due numerosi premi e candidato al Premio John Cassavetes agli Independent Spirit Awards 2014.
Tan è anche un graphic designer a tempo pieno che vive a Austin, Texas. Nel 2010, ha avviato una propria società di design chiamata  "Otto is the One". Tan è apertamente gay e i suoi film affrontano tematiche LGBT.

## Filmografia

### Regista e sceneggiatore
- Love Stories (2001) - cortometraggio
- Happy Birthday (2002)
- Deadroom (2005)
- Ciao (2008)
- Coda (2008) - cortometraggio
- Wanted (2011) - cortometraggio
- Pit Stop (2013)
- Until We Could (2014) - cortometraggio
- The Outfit (2015) - cortometraggio
- 1985 (2016) - cortometraggio
- 1985 (2018)